# Leopold Zingerle
Leopold Zingerle, född 10 april 1994 i München, är en tysk fotbollsmålvakt som spelar för SC Paderborn 07 sedan säsongen 2017/18.

## Karriär

### Klubbar
Zingerle började spela fotboll i ungdomsavdelningen i FC Bayern München, och var aktiv i U19-laget mellan 2011 och 2013. Han spelade 42 matcher i U19-Bundesliga, samt fem matcher i tyska U19-cupen år 2012 och 2013.
Säsongen 2013/14 flyttades han upp till Bayerns andra lag, för vilka han tills den 31 augusti 2015 hade spelat 50 matcher i fjärde divisionen samt var fjärde målvakt i A-laget.
Säsongen 2015/16 bytte Zingerle klubb till SpVgg Greuther Fürth, vars andra lag han spelade tolv matcher för i Regionalliga Bayern.
Hans ligadebut i 3. Liga för 1. FC Magdeburg, som hade värvat honom i början av säsongen, var den 25 september 2016 i en 3-0-seger mot SV Wehen Wiesbaden. Sin tävlingsdebut hade han redan gjort den 21 augusti 2016 i första rundan av DFB-cupen, där han och 1. FC Magdeburg eliminerades från tävlingen efter 3-4 på straffar mot Eintracht Frankfurt.
Inför säsongen 2017/18 värvades han av tredje divisionsklubben SC Paderborn 07 och skrev ett kontrakt till den 30 juni 2019. Under sin debutsäsong med SC Paderborn, flyttade laget upp till 2. Bundesliga. 
Genom att spela alla 34 ligamatcher bidrog han till uppflyttningen till Bundesliga, där han debuterade den 5. Oktober 2019 i en 1-2-hemmaförlust mot 1. FSV Mainz 05. I slutet av samma säsong flyttade laget dock ner till andra ligan igen.

### Landslaget
Zingerle spelade tre internationella matcher för tyska juniorlandslag mellan 2012 och 2013. Han debuterade den 24 maj 2012 för U18-landslaget, i en 3-2-seger över Ryssland. Den 25 mars 2013 stod han i målet för U19-landslaget i en 2-0-seger över Ukraina och den 10 september 2013 spelade han för U20-landslaget i 0-1-förlusten mot det schweiziska laget.

## Meriter
SC Paderborn
- Uppflyttning till Bundesliga 2019
- Uppflyttning till 2. Bundesliga 2018